# Propedies christianeae
Propedies christianeae är en insektsart som beskrevs av Ronderos och Sanchez 1983. Propedies christianeae ingår i släktet Propedies och familjen gräshoppor. Inga underarter finns listade i Catalogue of Life.